# Ľubomír Kotleba
Ľubomír Kotleba (Bratislava, 31 marzo 1946) è un ex arbitro di pallacanestro e dirigente sportivo slovacco, fino al 1992 cecoslovacco. Il suo nome figura tra i quello dei 50 contributori più importanti della storia dell'Eurolega.

## Carriera
Arbitro internazionale dal 1975, in carriera ha diretto 4.015 incontri. Ha arbitrato in 3 edizioni dei Giochi olimpici (comprese due finali), in 5 edizioni dei Mondiali, in 12 degli Europei, nonché in numerose competizioni europee per club. A partire dal 1981, ha fatto parte della Federazione cestistica della Cecoslovacchia. Terminata la carriera arbitrale nel 1989, è stato nominato Sports Director della FIBA.